# Palác Czartoryských (Vídeň)

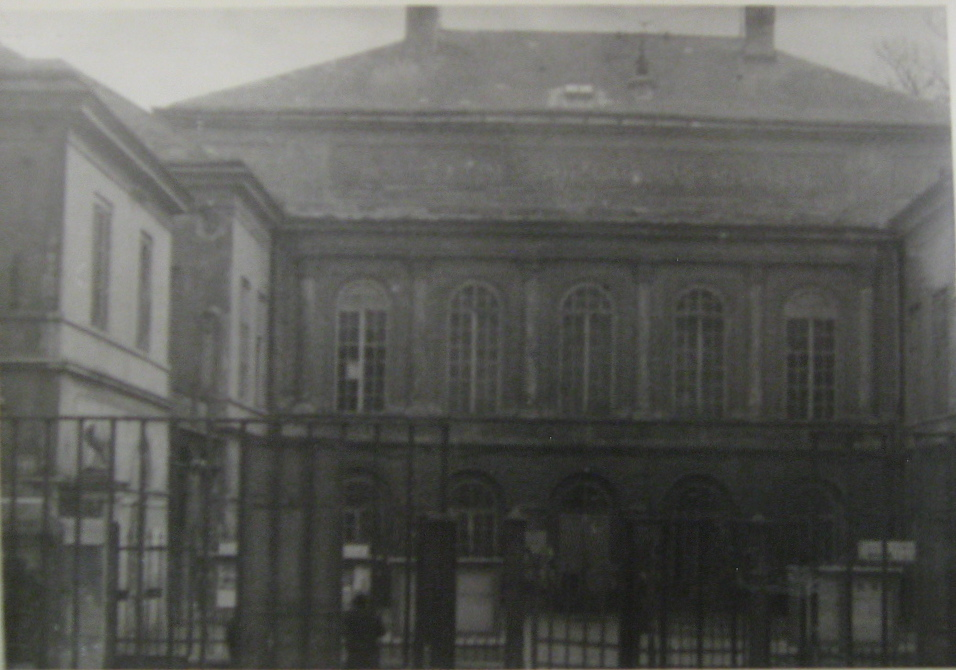
Pohled na corps de logis

Palác Czartoryských byl palác ve vídeňském obvodu Währing v Rakousku. Byl postaven v roce 1807 pro bankéře Friedricha Jakoba van der Nülla, adoptivního otce architekta Eduarda van der Nülla. Palác byl následně nabídnut k prodeji a zakoupen knížetem Czartoryským; ve vlastnictví rodiny Czartoryských zůstal až do konce první světové války.
Třípatrový palác byl navržen v empírovém stylu. Půdorys měl tvar podkovy. Objekt byl od ulice oddělen dvorem, chráněným kovaným plotem s branou. Před prodejem paláce nechal kníže odstranit drahé vykládané dveře a dřevěnou podlahu a převézt je na své panství v Pełkinii u Jarosławy v Haliči, kde byly zničeny při požáru během první světové války. Ke zbývajícím prvkům paláce patřil propracovaný strop v bývalé knihovně s vyobrazením mytologických výjevů a také štuk v bývalé galerii.
Po renovaci paláce v roce 1923 byl znovu otevřen jako dětský domov. Během druhé světové války byla budova mírně poškozena a následně upadla do zanedbaného stavu. V roce 1957 byla zbořena, aby uvolnila místo pro moderní školní budovu, dokončenou v roce 1959.